# The Great American Bash (2005)
The Great American Bash (2005) — ежегодное pay-per-view шоу, проводимое федерацией рестлинга World Wrestling Entertainment. Шоу прошло 24 июля 2006 года в «HSBC-арене» в городе Баффало (Нью-Йорк, США). В нём принимали участие рестлеры, представляющие бренд WWE SmackDown!. Во время шоу прошло восемь матчей, а также один предварительный поединок, состоявшийся до того, как мероприятие стали транслировать в прямом эфире.
Главным событием шоу стал поединок Батисты против Джона «Брэдшоу» Лейфилда (JBL) за титул чемпиона мира в тяжёлом весе, в котором победу в результате дисквалификации соперника одержал JBL, однако титул остался у Батисты, так как, согласно правилам, смена чемпиона могла произойти только в результате удержания или болевого приёма. В других матчах вечера Рей Мистерио одержал победу над Эдди Герреро, а Орландо Джордан сохранил титул чемпиона Соединённых Штатов WWE в поединке против Криса Бенуа.
Через сервис pay-per-view показ шоу заказало около 233 000 человек, столько же, сколько мероприятие за год до этого. Прибыль от продажи билетов в «HSBC-арену» составила 375 000 долларов, а всего мероприятие посетило 8000 человек. DVD The Great American Bash в первую неделю продаж занял второе место в чарте Billboard. Кроме того шоу бесплатно транслировалось служащим Вооружённых сил США и членам их семей.

## Предыстория
Во время The Great American Bash прошли девять матчей, которые стали завершением или продолжением сюжетных линий и заранее подготовленных сценариев. До шоу был проведен ряд предварительных поединков для создания сюжетных линий, развязка или продолжение которых должны были состояться на New Year’s Revolution.

## Шоу
До начала трансляция pay-per-view в прямом эфире, прошёл матч, транслировавшийся в передаче Sunday Night Heat, в котором Пол Лондон победил Нунзио и сохранил титул чемпиона WWE в первом тяжёлом весе.

### Предварительные матчи
Первым боем, показанным в прямом эфире, стал матч между MNM (Джонни Найтро и Джоуи Меркури) и The Legion of Doom (Хайндрих и Дорожный Воин Зверь) за титул командных чемпионов WWE. Во время матча Найтро ударил Зверя чемпионским поясом, однако тот устоял и выполнил powerslamm против Джонни. После чего Зверь и Хайндрих исполнили командный приём doomsday device против Найтро и провели удержание, завоевав чемпионский титул.
Следующим матч был между Букером Ти (с Шармель) и Кристианом, в котором победу одержал Букер Ти благодаря своему фирменному приёмы удар-ножницами. Затем прошёл поединок между Орландо Джорданом и Крисом Бенуа за титул чемпиона Соединённых Штатов WWE. Во время матча Джордан снял защиту с одной из растяжек канатов. И когда Бенуа попытался напасть на Орландо, тот уклонился, а Крис с разбегу налетел на оголённое ограждение. Воспользовавшись этим, Джордан провёл удержание своего соперника и сохранил титул.
Четвёртым событием вечера стал бой между Гробовщиком и Мухаммедом Хассаном. Во время выхода последнего к рингу, его сопровождали мужчины в масках, подчёркивавших арабские корни Хассана. Во время поединка эти мужчины всё время пытались вмешаться, однако Гробовщик успешно отбивал их нападения. В конце матча Гробовщик попытался провести приём Tombstone piledriver, но Хассан смог вырваться и попытался провести clothesline против своего соперника. Однако Гробовщик контратаковал, выполнив приём chokeslamming. После чего он провёл удержание, став претендентом № 1 на бой за титул чемпиона мира в тяжёлом весе.
Далее прошёл командный матч шести рестлеров между The Mexicools и The Blue World Order. В конце матча Супер Крэйзи выполнил обратное сальто с верхнего каната на Биг Стива Кула, после чего Псайкосис ударил того ногой в падении. Это позволило Псайкосису провести удержание и одержать победу для своей команды.

### Главные события
Условием следующего матча между Эдди Герреро и Реем Мистерио было то, что если Эдди победит, он расскажет секрет, который ни его семья, ни семья Рея не хотели бы раскрывать. В ходе поединка Герреро трижды проводил суплекс протим Мистерио, а после своего коронного frog splash попытался провести удержание, однако Мистерио контратаковал и сумел удержать своего соперника на лопатках. Таким образом, победу одержал Рей Мистерио, а Эдди Герреро не смог рассказать свой секрет.
Седьмым событием вечера стал матч «Бюстгальтер и трусики» между Мелиной и Торри Уилсон со специальным приглашённым судьёй Кэндис Мишель. Чтобы победить в этом поединке, необходимо раздеть своего соперника до нижнего белья. Уже в самом начале матча Уилсон удалось снять с Мелины кофту, однако вскоре то же самое удалось сделать и её сопернице. Позже Уилсон сделала Мелине суплекс и кинула её на ринг, после чего попыталась снять с неё штаны, однако Мелина контратаковала и первой сумела снять штаны со своей соперницы. После окончания матча Мишель сорвала с Мелины штаны, а затем и сама сняла с себя одежду.
Главным событием шоу стал бой между JBL и Батистой за титул чемпиона мира в тяжёлом весе. Во время боя менеджер JBL попытался вмешаться в поединок, ударив Батисту складным стулом, но тот сумел отобрать у него стул и использовал его против Орландо и JBL. Применив посторонний предмет в поединке, Батиста был дисквалифицирован, а победителем стал JBL. Но так как по правилам WWE титул может поменять своего владельца, если победа претендентом будет одержана удержанием или болевым приёмом, поэтому Батиста сохранил чемпионский титул.

## После шоу
Вражда между Батистой и JBL продолжилась после шоу. 28 июля на SmackDown JBL одержал победу над Гробовщиком и стал претендентом номер один на бой за чемпионский титул на шоу SummerSlam. На следующей неделе рестлеры подписал контракт на проведение матча на SummerSlam по правилам No Holds Barred. На самом же шоу Батиста одержал победу над JBL и сохранил чемпионский титул. Соперничество между рестлерами закончилось 9 сентября, когда Батиста одержал победу над JBL в матче Texas Bullrope.
На следующем выпуске SmackDown после The Great American Bash Эдди Герреро рассказал, что именно он является отцом Доминика, а не Рей Мистерио. На SummerSlam Мистерио одержал победу над Герреро в матче с лестницами. По условию поединка, выиграв матч, Мистерио получил опеку над Домиником. Последний матч их вражды состоялся 9 сентября, когда Герреро победил Мистерио в матче в стальной клетке. После этого матча Эдди начал фьюд с Батистой за титул чемпиона мира в тяжёлом весе. 13 ноября 2005 года Эдди Герреро неожиданно умер от сердечного приступа.
Вражда между Крисом Бенуа и Орландо Джорданом продолжилась на SummerSlam, во время которого Бенуа одержал победу над своим соперником за 25,5 секунды и стал новым чемпионом Соединённых Штатов WWE. 1 сентября Бенуа ещё раз победил Джорданом, уже за 23,4 секунды, а через неделю за 22,5 секунды.

### Отзывы
Максимальная вместительность «HSBC-арены» составляет 18 690 человек, но на шоу рестлинга арена могла принять только 8000 человек и все билеты были проданы. Благодаря продажам билетов WWE заработало 375 000 долларов. Около 233 000 человек заказало показ шоу через сервис pay-per-view — такое же количество, что и у аналогичного шоу за год до этого. Самое шоу получило негативные оценки как от болельщиков, так и обозревателей. Так, издание Canadian Online Explorer поставило ему оценку 5 из 10, причём главное событие вечера было оценено в 3 балла из 10. Лучшим же поединком вечера по мнению издания стал матч между Реем Мистерио и Эдди Герреро, получивший 8 баллов.
23 августа 2005 года компанией Sony Music Entertainment был выпущен DVD с записью шоу. 8 октября 2005 года этот DVD достиг седьмого места в чарте Billboard в категории «Отдых и спорт», а на следующей неделе достиг максимума — четвёртое место. Всего диск продержался в лучшей десятке четыре недели подряд и лишь 15 декабря 2005 года вылетел из неё, опустившись на тринадцатое место.

## Результаты
| №                          | Результат | Условия                                                                             | Время |
| -------------------------- | --- | ----------------------------------------------------------------------------------- | ----- |
| П. м.                      | Пол Лондон победил Нунзио                                                                                              | Поединок за титул чемпиона WWE в первом тяжёлом весе                                | 02:33 |
| 1                          | The Legion of Doom (Хайденрайх и Зверь) победили MNM (Джоуи Меркури и Джонни Найтро) (c) (с Мелиной)                   | Матч за титул командных чемпионов WWE                                               | 06:45 |
| 2                          | Букер Ти (с Шармель) победил Кристиана                                                                                 | Одиночный матч                                                                      | 11:52 |
| 3                          | Орландо Джордан победил Криса Бенуа                                                                                    | Матч за титул чемпиона Соединённых Штатов WWE                                       | 14:23 |
| 4                          | Гробовщик победил Мухаммеда Хассана (с Дайвари)                                                                        | Матч первых претендентов на бой за титул чемпиона мира в тяжёлом весе               | 08:04 |
| 5                          | The Mexicools (Супер Крэйзи, Хувентуд и Психоз) победили The Blue World Order (Биг Стив Кул, Блу Мини и Голливуд Нова) | Командный матч                                                                      | 04:53 |
| 6                          | Рей Мистерио победил Эдди Герреро                                                                                      | Одиночный матч. Если Герреро победит, он раскроет секрет о семье Мистерио и Герреро | 15:39 |
| 7                          | Мелина победила Торри Уилсон                                                                                           | Матч в «бюстгалтерах и трусиках» со специальным приглашённым рефери Кэндис Мишель   | 03:53 |
| 8                          | Джон «Брэдшоу» Лэйфилд (с Орландо Джорданом) победил Батисту в результате дисквалификации                              | Матч за титул чемпиона мира в тяжёлом весе                                          | 19:47 |
| (c) – чемпион перед матчем | |                                                                                     |       |